# James Martineau
Pour les articles homonymes, voir Martineau.
James Martineau ( /m ɑːr t ɪ n oʊ /, 21 avril 1805-11 janvier 1900)  est un philosophe religieux britannique influent dans l'histoire de l'unitarisme.
Pendant 45 ans, il est professeur de philosophie mentale et morale et d'économie politique au Manchester New College (aujourd'hui Harris Manchester College, de l'Université d'Oxford), le principal centre de formation pour l'unitarisme britannique.
De nombreux portraits de Martineau, dont un peint par George Frederic Watts, sont conservés à la National Portrait Gallery de Londres. En 2014, la galerie révèle que sa mécène, Catherine, duchesse de Cambridge, est apparentée à Martineau. L'arrière-arrière-grand-père de la duchesse, Francis Martineau Lupton, est le petit-neveu de Martineau ,. La galerie détient également une correspondance écrite entre Martineau et le poète lauréat, Alfred Tennyson - qui rapporte qu'il "considérait Martineau comme le cerveau de toute l'entreprise remarquable avec laquelle il s'est engagé". Martineau et Alfred Tennyson connaissent le fils de la reine Victoria, Léopold d'Albany ; ils notent que Léopold, qui a souvent "conversé avec l'éminent Dr Martineau, est considéré comme un jeune homme d'un esprit très réfléchi, de buts élevés et d'acquisitions tout à fait remarquables". William Ewart Gladstone déclare à Frances Power Cobbe « Le Dr Martineau est sans aucun doute le plus grand des penseurs vivants » .

## Jeunesse
Septième de huit enfants, James Martineau est né à Norwich, en Angleterre, où son père Thomas (1764-1826) est un fabricant et marchand de draps. Sa mère, Elizabeth Rankin, est la fille aînée d'un raffineur de sucre et d'un épicier. La famille Martineau descend de Gaston Martineau, chirurgien huguenot et réfugié, qui épouse Marie Pierre en 1693 et s'installe à Norwich. Son fils et son petit-fils, respectivement l'arrière-grand-père et le grand-père de James Martineau, sont chirurgiens dans la même ville. Beaucoup de membres de la famille sont actifs dans les causes unitariennes, à tel point qu'une pièce d'Essex Street Chapel, le siège de l'unitarisme britannique, est nommée en leur honneur. Les branches de la famille Martineau à Norwich, Birmingham et Londres sont des unitariens socialement et politiquement importants ; les autres familles unitariennes d'élite à Birmingham sont les Kenrick, les Nettlefold et les Chamberlain, avec de nombreux mariages mixtes entre ces familles , . Sa nièce, Frances Lupton, qui est proche de sa sœur Harriet, a travaillé pour offrir des opportunités éducatives aux femmes .

## Éducation et premières années
James fait ses études à la Norwich Grammar School où il est un camarade d'école avec George Borrow sous Edward Valpy, aussi bon érudit que son frère plus connu Richard, mais s'est avéré trop sensible pour l'école . Il est envoyé à Bristol à l'académie privée du Dr Lant Carpenter, avec qui il étudie pendant deux ans. En partant, il entre en apprentissage chez un ingénieur civil à Derby, où il acquiert « une réserve de conceptions exclusivement scientifiques », mais commence également à se tourner vers la religion pour stimuler son esprit.
La conversion de Martineau s'ensuit et, en 1822, il entre à l'académie dissidente de Manchester College, puis à York - son oncle Peter Finch Martineau est l'un de ses vice-présidents . Il « s'est réveillé à l'intérêt des spéculations morales et métaphysiques ». Parmi ses professeurs, l'un, le Rév. Charles Wellbeloved est, dit Martineau, « un maître du vrai type Lardner, candide et catholique, simple et minutieux, humainement affectueux en effet aux conseils de paix, mais servant pieusement toutes les exigences de la vérité sacrée ». L'autre, le Rév. John Kenrick, est décrit comme un homme si instruit qu'il a été placé par Arthur Penrhyn Stanley « dans la même lignée que Blomfield et Thirlwall », et comme « tellement au-dessus du niveau de vanité ou de dogmatisme, que le cynisme lui-même ne pouvait pas penser à eux en sa présence." En quittant le collège en 1827, Martineau retourne à Bristol pour enseigner à l'école de Lant Carpenter ; mais l'année suivante, il est ordonné pour une église unitarienne à Dublin,  dont le ministre principal est un de ses parents.

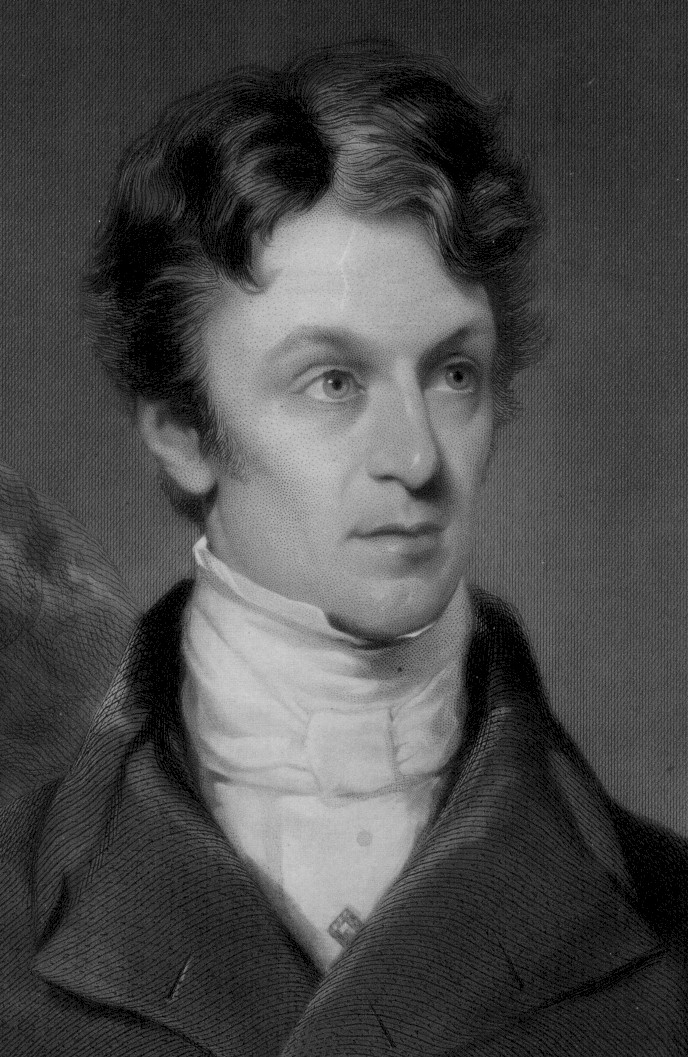
James Martineau jeune

La carrière ministérielle de Martineau est brusquement écourtée en 1832 par les difficultés nées du « regium donum », qui lui revient à la mort du premier ministre. Il le conçoit comme « un monopole religieux » auquel « la nation dans son ensemble contribue », tandis que « les presbytériens seuls reçoivent », et qui le place dans « un rapport à l'État » si « sérieusement répréhensible » qu'il est « impossible de tenir ." La distinction odieuse qu'il fait entre les presbytériens d'une part, et les catholiques, membres de la Société religieuse des amis (quakers), d'autre part les Non-conformistes, les incroyants et les juifs d'autre part, qui sont contraints de soutenir un ministère qu'ils désapprouvent en conscience, offense son conscience. Sa conscience lui permet cependant d'assister à la fois au couronnement de la reine Victoria en 1838 et à son jubilé d'or un demi-siècle plus tard. Un an avant le sacre, au Palais Saint James, Martineau a « baisé la main » de la reine lors de la députation des ministres presbytériens britanniques .

## Travail et écrits
De Dublin, il est appelé à Liverpool. Il loge dans une maison appartenant à Joseph Williamson. C'est au cours de ses 25 années à Liverpool qu'il publie son premier ouvrage, Rationale of Religious Inquiry, qui attire l'attention de nombreuses personnalités religieuses et philosophiques.
En 1840, Martineau est nommé professeur de philosophie mentale et morale et d'économie politique au Manchester New College, le séminaire dans lequel il a fait ses études et qui a déménagé de York à Manchester. Il occupe ce poste pendant 45 ans, et celui de directeur de 1869 à 1885 . En 1853, le collège déménage à Londres et quatre ans plus tard, il l'y suit. En 1858, il combine ce travail avec la prédication à la chaire de la Little Portland Street Chapel à Londres, qu'il partage pendant les deux premières années avec John James Tayler (qui est aussi son collègue au collège), puis pendant douze ans comme seul ministre.
En 1866, la chaire de philosophie de l'esprit et de la logique de l'University College de Londres devient vacante lorsque le libéral non-conformiste Dr John Hoppus prend sa retraite. Martineau est candidat, et malgré un fort soutien de certains milieux, une puissante opposition est organisée par l'anticlérical George Grote, dont le refus d'appuyer Martineau entraîne la nomination de George Croom Robertson, alors un homme inexpérimenté. Martineau, cependant, contourne l'opposition de Grote, tout comme Hoppus a appris à le faire pendant son professorat, et développe une amitié cordiale avec Robertson.
Martineau est élu membre honoraire étranger de l'Académie américaine des arts et des sciences en 1872 . Il reçoit le LL. D. de Harvard en 1872, STD de Leiden en 1874, DD d'Edimbourg en 1884, DCL d'Oxford en 1888 et D. Litt. de Dublin en 1891.

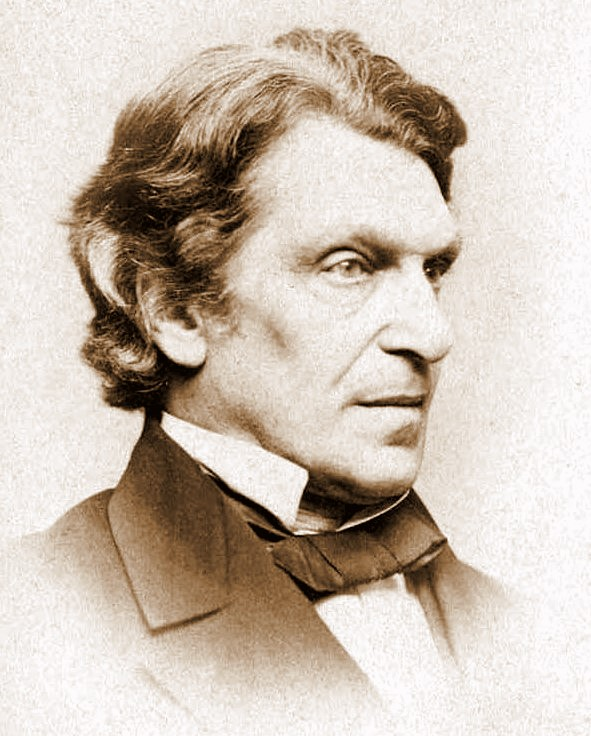
James Martineau par Elliott & Fry, vers 1860

## Pensée
Martineau décrit certains des changements qu'il a subis; comment il a « transporté dans des problèmes logiques et éthiques les maximes et les postulats de la connaissance physique », et s'est déplacé dans des lignes étroites « en interprétant les phénomènes humains par l'analogie de la nature extérieure » ; et comment dans une période de "seconde éducation" à l'Université Humboldt de Berlin, avec Friedrich Adolf Trendelenburg, il connait "une nouvelle naissance intellectuelle". Cela le rend, cependant, pas plus théiste qu'il ne l'a été auparavant, et il développe des vues transcendantalistes, qui deviennent un courant important au sein de l'unitarisme .

### Les premières années
Au début de sa vie, il est prédicateur. Bien qu'il ne croit pas à l'Incarnation, il tient la divinité pour manifeste dans l'humanité ; l'homme subit une apothéose, et toute vie est touchée de la dignité et de la grâce qu'elle doit à sa source. Sa prédication aboutit à des ouvrages qui font sa renommée : Endeavours after the Christian Life (1843 et 1847) ; Heures de Pensée (1876 et 1879) ; les divers recueils de cantiques qu'il publie à Dublin en 1831, à Liverpool en 1840, à Londres en 1873 ; et les prières au foyer en 1891.

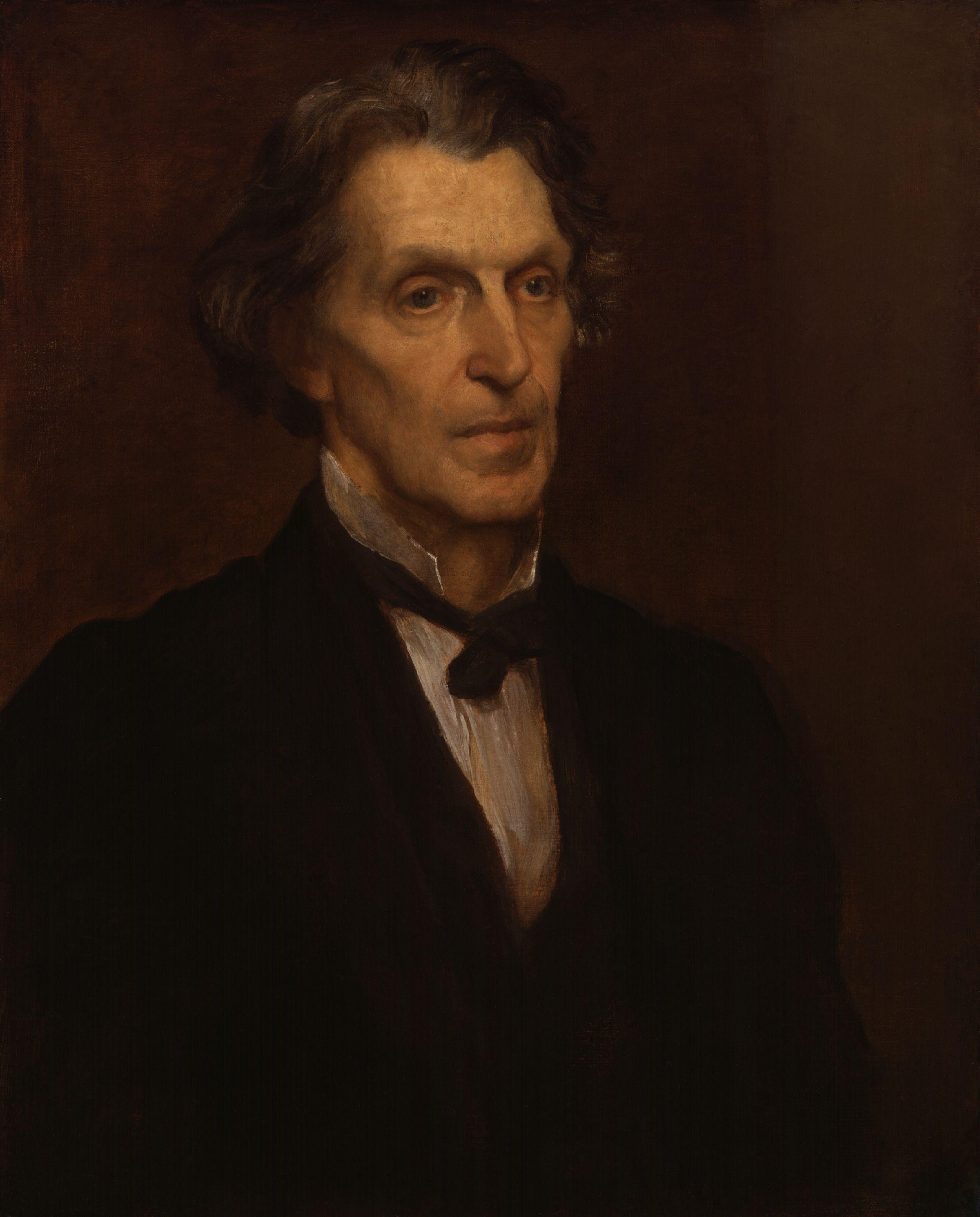
James Martineau - Réplique (National Portrait Gallery) par George Frederic Watts, 1873

En 1839, Martineau prend la défense de la doctrine unitarienne, attaqué par des membres du clergé de Liverpool, dont Fielding Ould et Hugh M'Neile (en). Dans la controverse, Martineau publie cinq discours, dans lesquels il discute de « la Bible comme la grande autobiographie de la nature humaine de son enfance à sa perfection », « la divinité du Christ », « la rédemption par procuration », « le mal » et « le christianisme sans Prêtre et sans Rituel."
Dans le premier livre de Martineau, The Rationale of Religious Inquiry, publié en 1836, il place l'autorité de la raison au-dessus de celle de l'Écriture ; et il évalue le Nouveau Testament comme « non inspiré, mais véridique ; sincère, capable, vigoureux, mais faillible » . Le livre le désigne, parmi les unitariens britanniques plus âgés, comme un radical dangereux, et ses idées sont le catalyseur d'une guerre de pamphlets en Amérique entre George Ripley (transcendaliste) (en) (qui favorise la remise en question par Martineau de l'exactitude historique des Écritures) et le plus conservateur Andrews Norton. Malgré sa conviction que la Bible est faillible, Martineau continue à soutenir que « dans aucun sens intelligible quelqu'un qui nie l'origine surnaturelle de la religion du Christ peut être qualifié de chrétien », ce terme, a-t-il expliqué, n'est pas utilisé comme « un nom de louange », mais simplement comme « une désignation de croyance » . Il reproche aux rationalistes allemands « d'avoir préféré, par des efforts convulsifs d'interprétation, comprimer les mémoires du Christ et de ses apôtres dans les dimensions de la vie ordinaire, plutôt que d'admettre l'opération du miracle d'une part, ou de proclamer leur abandon du christianisme de l'autre" .

### Transcendantalisme
Martineau connait la philosophie et la critique allemandes, en particulier la critique de Ferdinand Christian Baur et de l'école de Tübingen, qui affecte sa construction de l'histoire chrétienne. Les influences françaises sont Ernest Renan et les théologiens de Strasbourg. La montée de l'évolution l'oblige à reformuler son théisme. Il s'adresse au public, en tant qu'éditeur et collaborateur, dans le Monthly Repository, le Christian Reformer, la Prospective Review, la Westminster Review et la National Review. Plus tard, il est un collaborateur fréquent des mensuels littéraires. Des expositions plus systématiques sont venues dans Types of Ethical Theory et The Study of Religion et, en partie, dans The Seat of Authority in Religion (1885, 1888 et 1890). Que signifiait Jésus ? C'est le problème que Martineau tente de traiter dans Le siège de l'autorité en religion .
La théorie de Martineau sur la société religieuse, ou l'église, est celle d'un idéaliste. Il propose un plan, qui n'est pas adopté, qui aurait retiré l'église des mains d'un ordre clérical et aurait permis la coordination des sectes ou des églises sous l'État. Éclectique par nature, il rassemble des idées de toutes les sources qui l'ont séduit. Stopford Brooke demande un jour à Arthur Penrhyn Stanley, doyen de Westminster, « si l'Église d'Angleterre s'élargirait suffisamment pour permettre à James Martineau d'être nommé archevêque de Cantorbéry » .

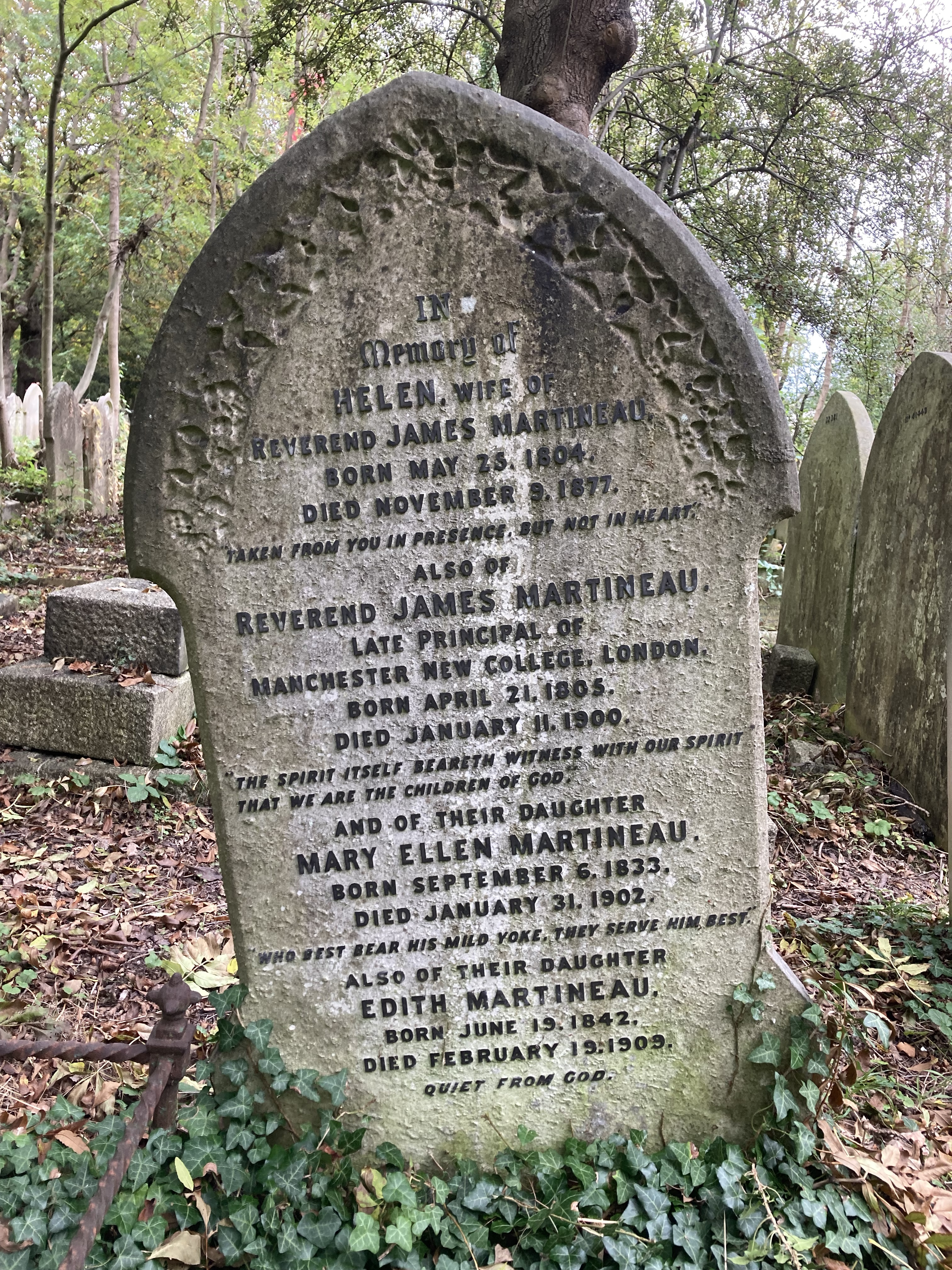
Tombe familiale de James Martineau au cimetière de Highgate

## Dernières années
Bien qu'il soit opposé au déménagement (1889) du Manchester New College à Oxford, Martineau participe à l'ouverture des nouveaux bâtiments, dirigeant le service de communion (19 octobre 1893) dans la chapelle de l'actuel Harris Manchester College, Université d'Oxford .
Un large cercle d'amis pleure sa mort le 11 janvier 1900 ; Oscar Wilde fait référence à lui dans sa prose .
Il est enterré dans une tombe familiale du côté est du cimetière de Highgate.
L'une de ses filles est l'aquarelliste Edith Martineau qui est inhumée dans la tombe familiale en 1909.

## Sources
- J. Hunt, La pensée religieuse en Angleterre au 19e siècle (1896) pages 246-250 ;
- AW Jackson, James Martineau, une biographie et une étude (Boston, 1900);
- J. Drummond et CB Upton, Life and Letters (2 volumes, 1901) ;
- Henry Sidgwick, Conférences sur l'éthique de Green, Spencer et Martineau (1902) ;
- AH Craufurd, Souvenirs de James Martineau (1903);
- JE Carpenter, James Martineau, théologien et enseignant (1905) ;
- CB Upton, La philosophie du Dr Martineau, une enquête (1905);
- Mortimer Rowe, The History of Essex Hall, Londres, Lindsey Press, 1959 (lire en ligne)
- Frank Schulman, James Martineau : Cet unitarien ivre de conscience (2002).